# 大光銀行
株式会社大光銀行（たいこうぎんこう、英: THE TAIKO BANK,LTD.）は、新潟県長岡市に本店を置く第二地方銀行である。

## 概要
本店を置く新潟県内では、第四北越銀行に次いで2番目のメインバンク社数を有する。当行と同じく長岡市に本店を置いていた北越銀行が第四銀行（新潟市中央区）と合併し第四北越銀行（新潟市中央区）となった2021年以降は、長岡市に本店を置く唯一の普通銀行（第二地方銀行）となっている。
1970年代、当時の頭取であった駒形齊（ひとし）は、新潟3区選出の衆議院議員から首相になった田中角栄との交友を最大限に生かし、新潟県外に積極的に進出。東京支店を中心に大口融資の拡大が止まらず、融資額と債務保証額が預金額を大幅に超えるオーバーローン状態に陥った。さらに、トップが関与した簿外債務保証が1979年（昭和54年）4月に743億円に達している事が発覚、214億円の累積赤字を計上した。銀行業としては史上空前の不祥事といわれ、常務の一人が自殺、社長ら幹部が逮捕される騒ぎとなった。
経営危機の中、都銀・地元地銀・全相互銀行等88機関から540億円の低利融資を受け再建を図り、1988年（昭和63年）9月に融資返済により再建を完了した。以後、小口融資を中心とした堅実経営を行っている。
2015年9月、ご当地アイドル「Negicco」をイメージキャラクターに起用したほか、同10月には、竣工から半世紀近く（47年）が経過し老朽化した本店の新築計画を明らかにし、工事を2期に分け着工。2018年12月、全面オープンした。
不正融資事件が発覚以来、旧大蔵省出身者がトップを務めてきたが、2019年6月、約40年ぶりに生え抜きの石田幸雄が頭取に就任した。

## イメージキャラクター
前述のように2015年9月よりご当地アイドル「Negicco」をイメージキャラクターに起用した。
マスコットキャラクターは「なじらっこ」。女性向け商品・サービス開発プロジェクト「コフレディア」のマスコットキャラクターは「きららっこ」。

## 営業政策

### 店舗展開
新潟県内に62本支店（店舗内店舗含む）、県外に8支店（東京（池袋）、横浜、埼玉県の川口・さいたま（大宮区）・上尾・桶川・鴻巣、群馬県前橋市）、インターネット支店1支店（えちご大花火支店）の、計71の本支店を擁する。
また、新潟県内に6つの「ローンスクエア」、新潟市中央区にはSBIマネープラザとの共同店舗「大光銀行SBIマネープラザ」を置く。
新潟県でも中越から県央、新潟市までが法人・個人問わず主たる営業本拠地として展開しており、上越地域や新発田地域以北では個人営業が中心の傾向がある。また新潟県内全域においてもATMの設置台数が少なく、店舗外は単独設置型よりも他行との共同設置型が多い。
上記の再建の過程で、福島県郡山市や栃木県宇都宮市、長野県松本市に保有していた店舗のうち、郡山・宇都宮は富士銀行（みずほコーポレート銀行→現：みずほ銀行）へ、松本は長野銀行へ譲渡して撤退した。

### 本店

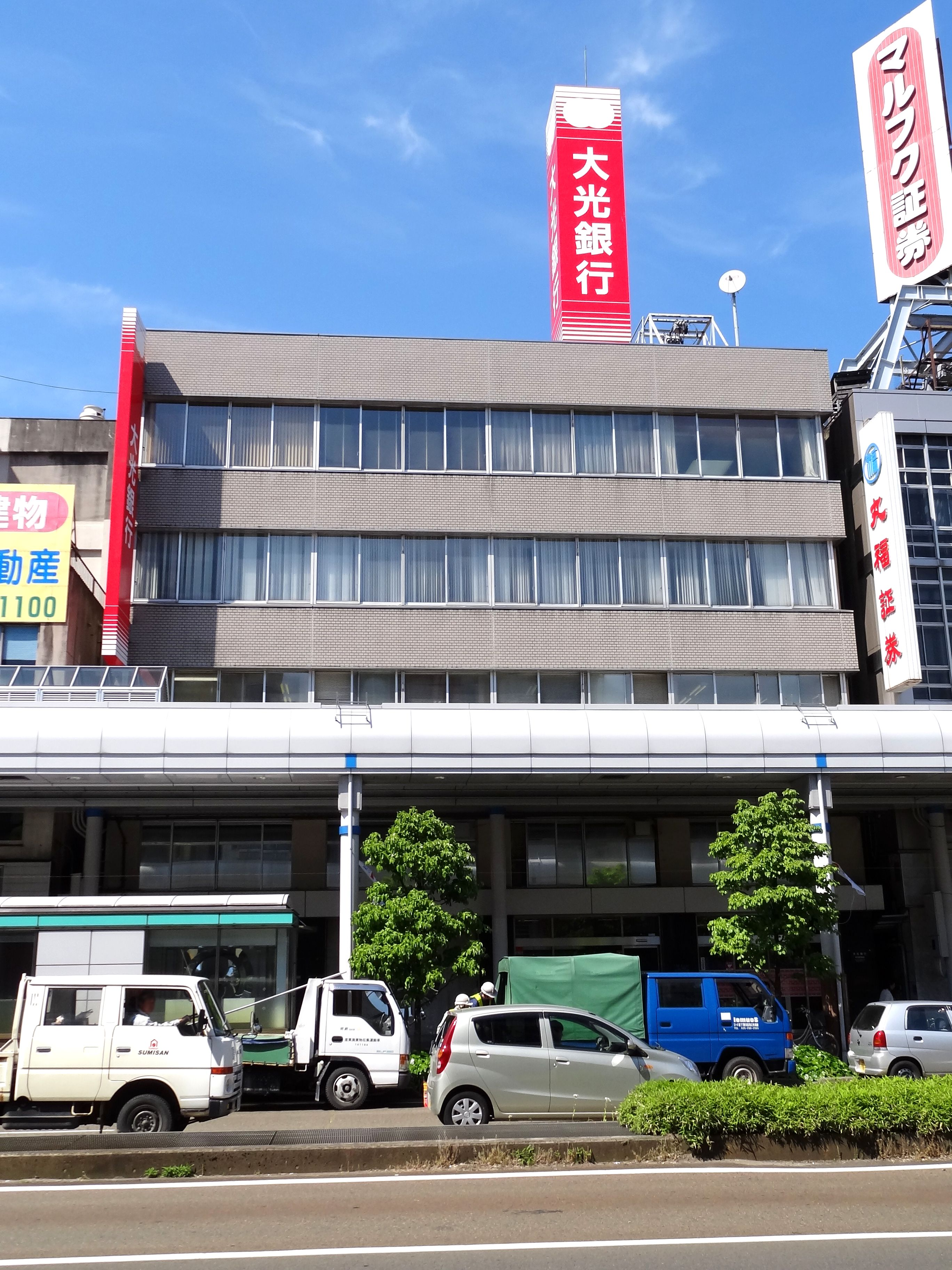
旧本店（2011年5月）

1953年に建てられた旧本店が老朽化し、手狭になったため建設を進めてきた本店が2018年12月10日にオープンした。新本店は7階建てで、延床面積は6070㎡。大手通に面した本店営業部は1、2階を吹き抜けにして、1階にラウンジを設け、開放的で明るい店舗とした。また高性能自家発電機を設置するなど防災対策も強化した。

## 沿革
- 1942年（昭和17年）3月10日 - 大光無尽株式会社として設立。
- 1951年（昭和26年）-  相互銀行に転換、株式会社大光相互銀行に商号変更。初代頭取は駒形十吉。
- 1963年（昭和38年）4月15日 - 新潟証券取引所上場。
- 1974年（昭和49年）4月4日 - 東京証券取引所第二部上場。
- 1975年（昭和50年）11月10日 - 東京証券取引所市場第一部銘柄の指定を受ける。
- 1979年（昭和54年）9月5日 - 元社長らによる乱脈融資事件で新潟地検・県警が強制捜査。
- 1980年（昭和55年）3月28日 - 新潟・東京両証券取引所の上場廃止。
- 1989年（平成元年）8月1日 - 普通銀行に転換、株式会社大光銀行に商号変更。
- 1990年（平成2年）1月17日 - 日本証券業協会店頭銘柄の登録承認を受ける。
- 2001年（平成13年）5月14日 - 新潟中央銀行の破綻に伴い同行の店舗を一部譲り受ける。
- 2004年（平成16年）12月13日 - ジャスダックに上場。
- 2006年（平成18年）
  - 1月4日 - 基幹系システムのアウトソーシング先を関東データセンターから、日本ユニシス（現・BIPROGY）に移行[16]。
  - 3月27日 - セブン銀行との提携開始（新潟県内の地銀では最後発）。
  - 9月25日 - 日本ユニシス（現・BIPROGY）のアウトソーシング先である東北バンキングシステムズの株式を取得[16]。
- 2008年（平成20年）
  - 2月25日 - 東京証券取引所第二部再上場。
  - 4月8日 - ジャスダック証券取引所上場廃止。
- 2010年（平成22年）1月18日 - イオン銀行との提携開始（新潟県内の地方銀行では最先発）。
- 2011年（平成23年）2月1日 - 東京証券取引所市場第一部に指定替えとなる。
- 2014年（平成26年）
  - 1月4日 - 基幹系システムを日立製作所製共同利用サービスであるNEXTBASEへリプレース[17]。
  - 3月10日 - 大光ビジネスサービスを清算[16]。
  - 6月27日 - 東北バンキングシステムズ株式を売却[16]。
- 2017年 (平成29年) 10月2日 - 新潟県初のインターネット支店「えちご大花火支店」をオープン。
- 2018年（平成30年）
  - 12月3日 - 県内12店舗で窓口業務に1時間の昼休みを導入[18][19]。
  - 12月10日 - 本店を新築オープン。
- 2019年（令和元年）
  - 7月22日 - ゆうちょ銀行ATM利用時の手数料を値上げ。セブン銀行に関しては据え置き。
  - 8月26日 - Visaデビットカードの取り扱いを開始。
  - 12月23日 - 取引先の外国人採用などを支援するため公益財団法人国際人材育成機構（アイム・ジャパン）と業務提携[20]。
- 2020年（令和2年）
  - 4月17日 - 埼玉県、東京都、神奈川県の店舗に昼休みを導入。
  - 7月10日 - 群馬県の前橋支店に昼休みを導入。
- 2021年（令和3年）
  - 12月13日 - 平和台支店をブランチインブランチ方式で内野支店内に移転。
- 2022年（令和4年）
  - 5月12日 - SBIホールディングスと「戦略的資本業務提携に関する合意書」を締結[21]。
  - 9月5日 - ローソン銀行の「即時口座決済サービス」に参加。これにより、ローソン銀行ATMで大光銀行の口座から「au PAY」にチャージができるようになる[22][23]。

## 歴代社長
1. 駒形十吉（1951年就任） - 1942年に前身の大光無尽を創業
2. 駒形斉（1970年就任） - 駒形十吉の娘婿。不正融資事件の引責で辞任後逮捕
3. 大塚俊二（1978年就任） -
4. 大石幸一（1979年就任） - 1989年に大光相互銀行から大光銀行に移行。福岡県出身、東大法学部卒、元大蔵省[24]。
5. 井田哲生（1993年就任） - 元大蔵省
6. 杉田昌久（1995年就任） - 元大蔵省
7. 中島富雄（2003年就任） - 東大法学部卒、元大蔵省[25]
8. 古出哲彦（2009年就任） - 京大法学部卒、元大蔵省[26]
9. 石田幸雄（2019年就任） - 新潟県出身、新潟大人文学部卒業後入行[27]

## 不正事件

### 大光相互銀行
大光相互銀行時代の乱脈融資事件。743億円の簿外保証が発覚し、事件の渦中常務の一人が自殺、代表取締役と常務取締役2名が共謀の上、担保不足で回収の見込みがないまま多数回にわたって総額約142億円の不良貸付等を行なったとして特別背任罪などで有罪判決を受けた。
- 1974年10月25日 - 参議院決算委員会で田中角栄元首相関連企業とされ，倒産した三協物産への多額融資が取り上げられる。
- 同年11月22日 - 衆議院大蔵委員会で同じく田中元首相関連企業のパール産業への融資が取り上げられる。
- 同年11月27日 - 参議院決算委員会でパール産業への融資が取り上げられる。
- 同年12月5日 - 衆議院決算委員会で多額融資について取り上げられる。
- 1978年10月17日 - 参議院大蔵委員会で三協物産への回収不能の債権を回収したような見せかけがあり，粉飾の疑いが指摘がされる。
- 同年11月27日 - 社長が引責辞任。
- 1979年 5月11日 - 大蔵省と日銀が大光相互銀行の3月期決算が22億円の当期損失となることを発表
- 同年5月18日 - 不良債権が100億円にのぼると報道され、その後、簿外の743億円の債務保証の存在が明らかになる。
- 同年6月19日 - 簿外保証の全容を知っていたといわれる常務が自殺
- 同年6月20日 - 役員総退陣
- 同年8月 - 特別背任事件として警察庁が動く
- 同年9月5日 - 元社長宅等の強制捜査
- 同年9月29日 - 元社長ら元幹部3人が商法486条特別背任容疑で逮捕
- 同年11月1日 - 3名が特別背任罪で、元社長と大光相互銀行が証券取引法違反(有価証券報告書不実記載)と相互銀行法違反(業務報告書不実記載)で起訴。
- 1984年5月17日 - 新潟地裁で有罪判決、被告側控訴
- 1987年12月8日 - 東京高裁で控訴棄却の判決

（ ）

### 現行
- 2016年10月20日 - 小千谷支店（のち新潟駅南支店）行員が24の顧客からの現金計4,777,000円を着服していたことが発覚し、懲戒解雇処分となった[33]。

## 関連会社

### 連結子会社
- たいこうカード株式会社

### 持分法適用関連会社
- 大光リース株式会社

## ギャラリー

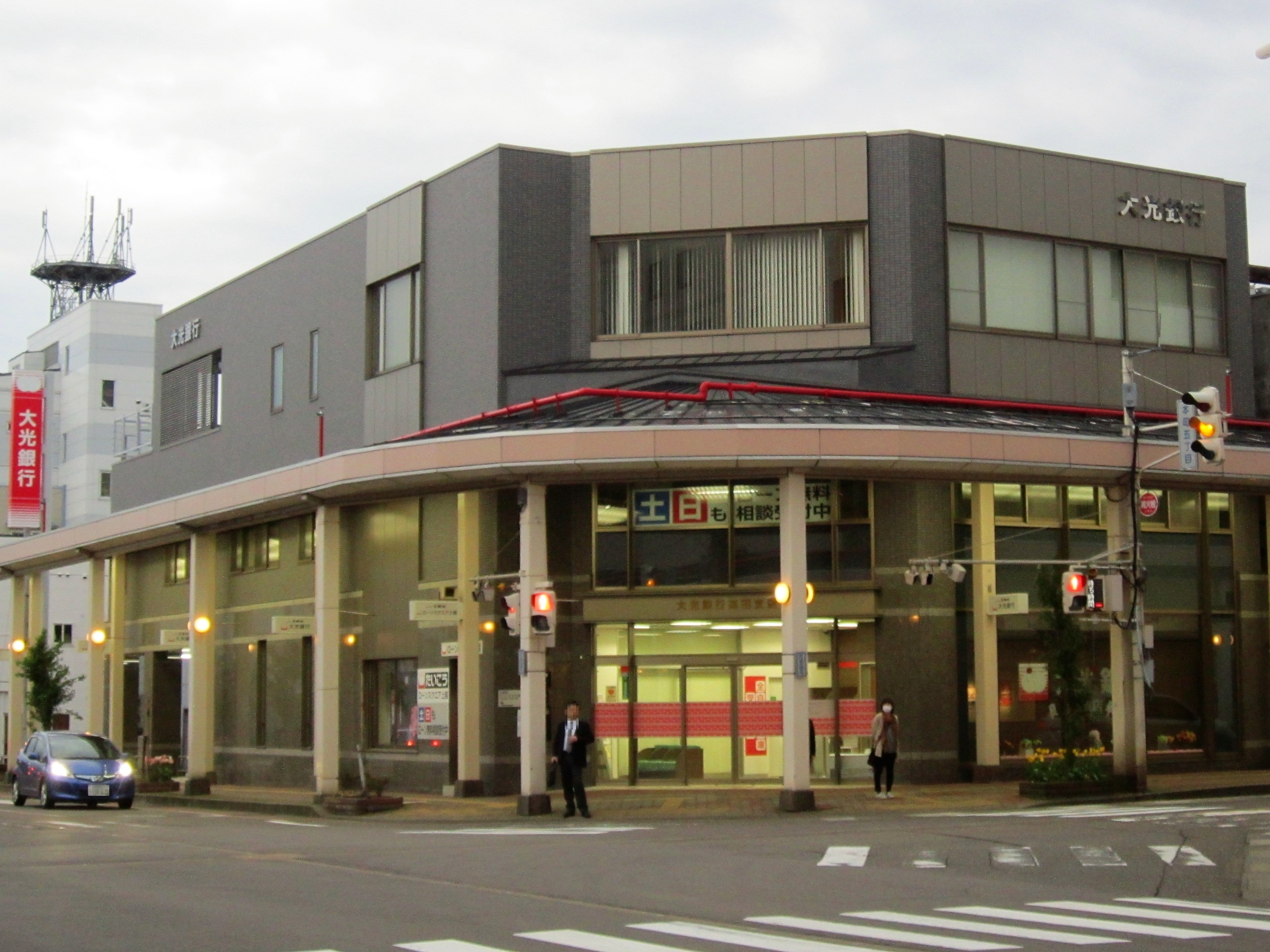
高田支店
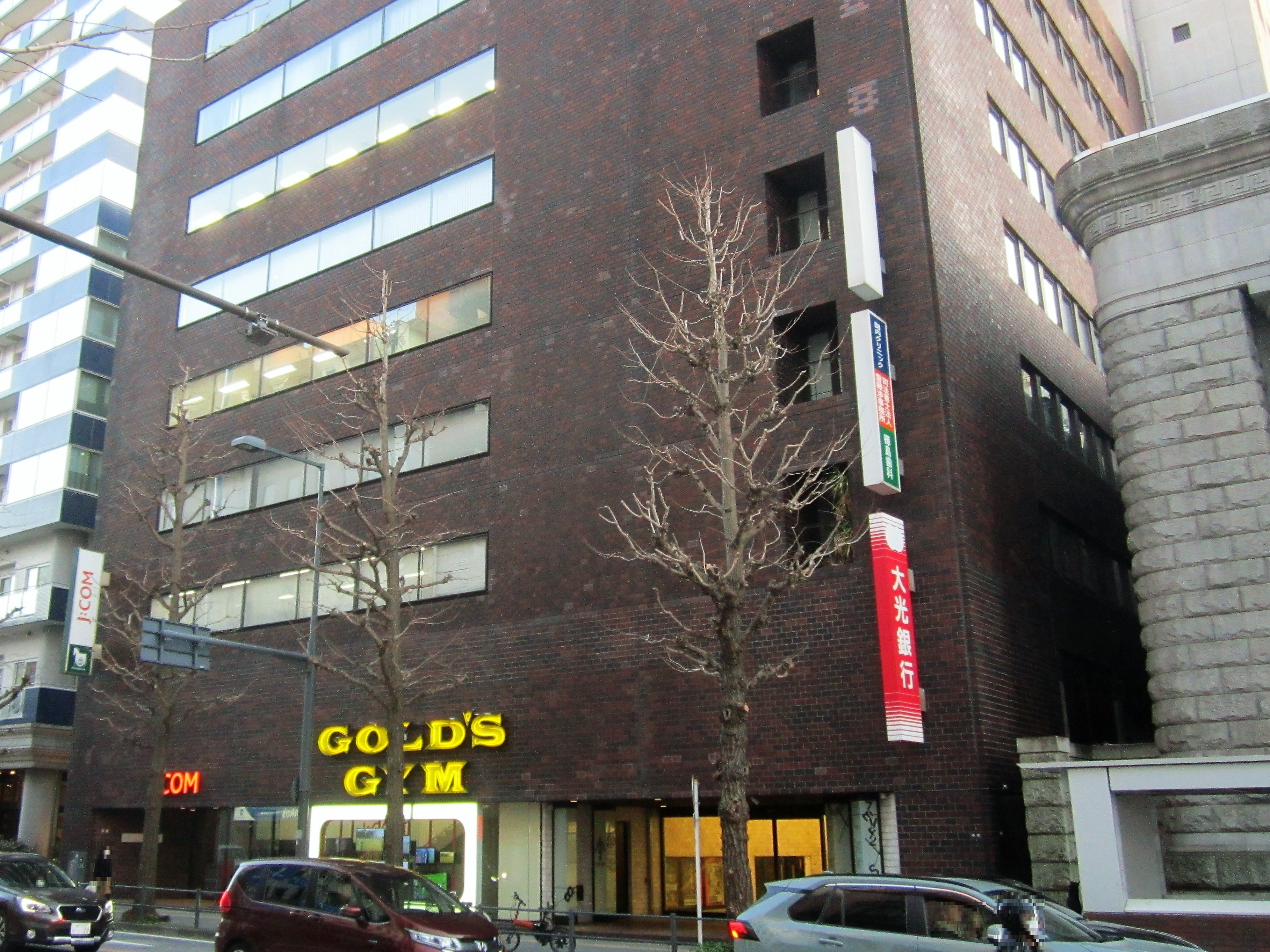
横浜支店